# Farliga drömmar
Farliga drömmar (en inglés: "Crimes of Passion: Dangerous Dreams") es una película sueca estrenada el 6 de noviembre de 2013 dirigida por Molly Hartleb. La película es la cuarta entrega de la franquicia de la serie de películas Crimes of Passion, basadas en las novelas de crimen de la autora sueca Dagmar Lange, más conocida como Maria Lang.

## Historia
Todo inicia cuando una joven mujer embarazada llamada Ann-Louise recibe un libro firmado del autor Andreas Hallman, después de abrir el libro parece buscar algo dentro de él y al no encontrar nada comienza a caminar hacia el agua hasta que está completamente sumergida.
Puck ha obtenido un trabajo con Andreas y cuando Eje la lleva a la casa de campo del literario su hijo, Kåre Hallman, abre y solo deja pasar a Puck explicándoles que su padre no le permite la entrada a extraños, mientras van caminando Kåre le explica que comenzaría a trabajar con la secretaria de su padre, un puesto que antes tenía su hermana Ylva Hallman, poco después conoce al resto de la familia: Björg (la esposa de Andreas), a Jon (el hijo de una relación previa de Andreas, quien sufre de un defecto en el corazón y debe evitar emociones fuertes) y Cecilia (la esposa de Jon y su antigua enfermera).
Mientras Puck investiga por la casa ve a Jon y Cecilia en un momento íntimo sin darse cuenta de que Ylva la está viendo. Durante la cena el doctor familiar Gregor Isander se une a la comida, durante el evento Jon sufre un pequeño ataque luego de comer lo que parece ser una uva en su ensalada, en la noche Puck se despierta al escuchar un ruido sordo y cuando sale a investigar se tropieza con el cuerpo de Jon en el suelo, quien antes de morir logra susurrarle a Puck "asesinato".
El doctor Isander le dice a la familia que su muerte fue debido a que su corazón había dejado de funcionar, sin embargo cuando Puck le dice que no cree que haya sido un accidente y le cuenta sobre lo que le dijo John, Isander le dice que probablemente escuchó mal y que era muy probable que le hubiera dicho "madre", ya que estaba esperando verla en el cielo. Después de la muerte de Jon, Kåre e Ylva le dicen a Cecilia que ya no tiene razones para quedarse en la casa, sin embargo cuando Andreas los escucha le dice que puede quedarse el tiempo que quiera.
Después de sufrir una pesadilla Puck decide que ya tuvo suficiente y decide irse, sin embargo cuando intenta salir se da cuenta de que las puertas están bloqueadas, mientras intenta buscar otra salida Andreas le dice que no podía irse ya que había firmado un contrato. Eje le avisa a Christer de lo sucedido quien se hace pasar por su hermano para que lo dejen entrar en la casa, en donde comienza a investigar, poco después Puck logra salir de la casa.
Durante la cena familiar luego de que Andreas les dijera que había aceptado que se realice una autopsia al cuerpo de Jon, comienza a ahogarse y muere, después de investigar se revela que Andreas había sido envenenado con estricnina. La mujer que maneja el hotel en donde Puck se hospeda le dice que Björg había tratado de matarse y que Andreas siempre llevaba a diferentes mujeres al hotel. Mientras interroga a cada miembro de la familia, Christer le dice a Cecilia que le habían contado que ella solo se había casado con Jon por el dinero.
Al día siguiente Christer ve a Björg y a Gregor tomados de las manos, cuando Puck investiga en la habitación de Andreas, descubre la foto de una mujer pero cuando Ylva la ve rompe la foto. Poco después Gregor va a la caja fuerte de Andreas y retira un sobre, cuando intenta irse Christer lo detiene y le pregunta su alguien de la familia sabía que él tenía estricnina en su bolsa, por lo que él le dice que Cecilia pudo haberlo sabido ya que había trabajado antes con él como su enfermera, Gregor también le dice que había encontrado la llave de la caja.
Cuando Puck logra pegar la foto descubre que es una imagen de Ann-Louise, por lo que le pregunta a Ylva quién era ella, Ylva le explica que era la antigua secretaria de su padre y cuando descubrió que Kåre estaba enamorado de ella, la había despedido, por lo que Kåre lo había amenazado con matarlo. Después de realizar la autopsia el patólogo le dice a Christer que Jon había sido envenenado con algo usado como insecticida para plantas, cuando reúne a la familia acusa a Gregor de haber envenenado a Andreas y el lo admite.
Cuando Christer y Eje van a cenar, la dueña ve la foto de Ann-Louise, y les dice que no le parecía extraño que ella se hubiera suicidado después de que Andreas la dejara embarazada y la abandonara, también les menciona a la hermana de Ann-Louise, Irma. Pronto los dos salen corriendo y se dirigen a la mansión Hallman, sin embargo en el camino el coche se hecha a perder por lo que salen corriendo hacia la casa.
Mientras tanto Puck todavía está en la casa de los Hallman, ya que la editorial quiere el resto de la información en la que Andreas estaba trabajando, cuando de pronto la luz del cuarto en donde está se apaga, mientras busca un repuesto termina en el cuarto de Cecilia, en donde encuentra una foto de ella y Ann-Louise juntas, cuando Cecilia la descubre, Puck finalmente se da cuenta de que Cecilia era en realidad Irma, la hermana de Ann-Louise.
Aunque Puck intenta huir Cecilia la alcanza y la golpea, cuando recobra la conciencia se da cuenta de que está atada a una silla, mientras que Cecilia admite que después de lo que Andreas le hizo a su hermana, quería hacerlo sufrir y luego de ver a Björg y al doctor poner veneno en la comida de Andreas, había cambiado el plato para que Andreas sufriera la muerte de su hijo favorito, Jon y después lo había matado. Antes de inyectarle algo en el cuello Cecilia le dice que quemaría toda la casa, sin embargo Puck es rescatada por Eje, mientras que Christer detiene a Cecilia/Irma. Al final Christer se va con Ylva.

## Personajes

### Personajes principales
| Actor          | Personaje        | Ocupación                     |
| -------------- | ---------------- | ----------------------------- |
| Tuva Novotny   | Puck Ekstedt     | Secretaria de Andreas         |
| Linus Wahlgren | Einar "Eje" Bure | Historiador                   |
| Ola Rapace     | Christer Wijk    | Superintendente de la Policía |

### Personajes secundarios
| Actor               | Personaje              | Ocupación                                         |
| ------------------- | ---------------------- | ------------------------------------------------- |
| Claes Ljungmark     | Andreas Hallman        | Literario                                         |
| Vera Vitali         | Ylva Hallman           | Hija de Andreas                                   |
| Simon J. Berger     | Kåre Hallman           | Hijo de Andreas                                   |
| Joel Spira          | Jon Hallman            | Hijo de Andreas                                   |
| Siw Erixon          | Björg Hallman          | Esposa de Andreas                                 |
| Hanna Alström       | Cecilia Hallman / Irma | Esposa de Jon / Enfermera / Hermana de Ann-Louise |
| Elisabet Sverlander | Ann-Louise             | ex-Secretaria y Amante de Andreas                 |
| Peter Carlberg      | Gregor Isander         | Doctor                                            |
| Ia Langhammer       | Ingbritt               | -                                                 |
| Björn Andersson     | Ahlgren                | -                                                 |
| Matti Boustedt      | -                      | Periodista                                        |

## Producción
La quinta película fue dirigida por Molly Hartleb, escrita Jonna Bolin-Cullberg y Charlotte Orwin (en el guion).
Fue producida por Renée Axö con el apoyo del post-productor Johan Österman, la música estuvo nuevamente a cargo de Karl Frid y Pär Frid, mientras que la cinematografía estuvo en manos de Andréas Lennartsson y la edición fue realizada por Tomas Beije.
La película fue estrenada el 6 de noviembre de 2013 en Suecia con una duración de 1 hora con 32 minutos.
Contó con la compañía de producción "Pampas Produktion", otras compañías involucradas fueron "Cinepost Studios" y "Ljud & Bildmedia".
En 2013 fue distribuida por "Svensk Filmindustri (SF)" en DVD y por "TV4 Sweden" en la televisión de Suecia y en 2014 por "Yleisradio (YLE)" a través de la televisión y por "SF Film Finland (2014)" en Blu-ray DVD en Finlandia. 

### Emisión en otros países
| País      | Título                                                        | Fecha de estreno                              |
| --------- | ------------------------------------------------------------- | --------------------------------------------- |
| España    | Crimes of Passion: Sueños peligrosos                          | -                                             |
| Finlandia | Maria Lang: Vaarallisia unia Vaarallisia unia (título de DVD) | 23 de mayo de 2014 (estreno en DVD y Blu-ray) |